# Рогатий папуга
Рогатий папу́га (Eunymphicus) — рід папугоподібних птахів родини Psittaculidae. Представники цього роду є ендеміками Нової Каледонії.

## Види
Виділяють два види:
- Папуга рогатий (Eunymphicus cornutus)
- Какарікі садовий (Eunymphicus uvaeensis)[5][6]

## Етимологія
Наукова назва роду Eunymphicus походить від сполучення слів дав.-гр. ευ — справжній і наукової назви роду Корела (Nymphicus Wagler, 1832).